# العلاقات الموريشيوسية الناوروية
العلاقات الموريشيوسية الناوروية هي العلاقات الثنائية التي تجمع بين موريشيوس وناورو.

## مقارنة بين البلدين
هذه مقارنة عامة ومرجعية للدولتين:
| وجه المقارنة                                              | موريشيوس                 | ناورو                          |
| --------------------------------------------------------- | ------------------------ | ------------------------------ |
| المساحة (كم2)                                             | 2.04 ألف                 | 21                             |
| عدد السكان (نسمة)                                         | 1.26 مليون               | 10.08 ألف                      |
| الكثافة السكانية (ن./كم²)                                 | 617.65                   | 48.00 ألف                      |
| العاصمة                                                   | بورت لويس                | ضاحية يارين                    |
| اللغة الرسمية                                             | لغة إنجليزية، لغة فرنسية | اللغة الناورونية، لغة إنجليزية |
| العملة                                                    | روبي موريشي              | دولار أسترالي                  |
| الناتج المحلي الإجمالي (بليون دولار)                      | 13.34 مليار              | 113.88 مليون                   |
| الناتج المحلي الإجمالي (تعادل القوة الشرائية) بليون دولار | 25.36 مليار              | 162.98 مليون                   |
| الناتج المحلي الإجمالي الاسمي للفرد دولار أمريكي          | 9.25 ألف                 | 9.83 ألف                       |
| الناتج المحلي الإجمالي للفرد دولار أمريكي                 | 18.59 ألف                |                                |
| مؤشر التنمية البشرية                                      | 0.777                    |                                |
| رمز المكالمات الدولي                                      | +230                     | +674                           |
| رمز الإنترنت                                              | .mu                      | .nr                            |
| المنطقة الزمنية                                           | ت ع م+04:00              | ت ع م+12:00                    |

## منظمات دولية مشتركة
يشترك البلدان في عضوية مجموعة من المنظمات الدولية، منها:
| علم المنظمة | اسم المنظمة                                 | تاريخ انضمام موريشيوس | تاريخ انضمام ناورو |
| ----------- | ------------------------------------------- | --------------------- | ------------------ |
|             | منظمة حظر الأسلحة الكيميائية                | ?                     | ?                  |
|             | الأمم المتحدة                               | 24 أبريل 1968         | 14 سبتمبر 1999     |
|             | مجموعة دول أفريقيا والكاريبي والمحيط الهادئ | ?                     | ?                  |
|             | منظمة الشرطة الجنائية الدولية               | ?                     | ?                  |
|             | يونسكو                                      | 25 أكتوبر 1968        | 17 أكتوبر 1996     |
|             | تحالف الدول الجزرية الصغيرة                 | ?                     | ?                  |
|             | الاتحاد البريدي العالمي                     | ?                     | ?                  |
|             | دول الكومنولث                               | ?                     | ?                  |
|             | الاتحاد الدولي للاتصالات                    | 30 أغسطس 1969         | 10 يونيو 1969      |